# Tillandsia caballosensis
Tillandsia caballosensis är en gräsväxtart som beskrevs av Renate Ehlers. Tillandsia caballosensis ingår i släktet Tillandsia och familjen Bromeliaceae. Inga underarter finns listade i Catalogue of Life.